# 나카야마 다케유키
나카야마 다케유키(일본어: 中山竹通, 1959년 12월 20일 ~ )은 일본의 마라톤 선수이다. 1988년 하계 올림픽에 출전했다. 나가노현 이케다 정 출신.